# Mansoura (Bordj Bou Arreridj)
Mansoura è un comune dell'Algeria, situato nella provincia di Bordj Bou Arreridj.